# Вітряк (Калінінградська область)
Вітряк (рос. Ветряк, нім. Kiaunen, 1938–1945 Rodenheim) — селище Нестеровського району, Калінінградської області Росії. Входить до складу Чистопрудненського сільського поселення.
Населення —  8 осіб (2015 рік). 

## Населення
| 2002 | 2010 |
| ---- | ---- |
| 10   | ↘8   |